# Ropica ochreomaculata
Ropica ochreomaculata là một loài bọ cánh cứng trong họ Cerambycidae.